# Fresnoy-le-Grand
Fresnoy-le-Grand település Franciaországban, Aisne megyében. Lakosainak száma 2915 fő (2022. január 1.). Fresnoy-le-Grand Bohain-en-Vermandois, Brancourt-le-Grand, Croix-Fonsomme, Étaves-et-Bocquiaux, Montbrehain és Seboncourt községekkel határos.

## Népesség
A település népességének változása:
| Lakosok száma | 3371 | 3635 | 3272 | 2992 | 3011 | 2956 | 2945 | 2952 | 2946 | 2915 |
|               | 1968 | 1982 | 1999 | 2006 | 2013 | 2015 | 2017 | 2018 | 2020 | 2022 |